# Settembre cu mme/Vicino a tte
 Settembre cu mme/Vicino a tte, pubblicato nel 1961, è un singolo del cantante italiano Mario Trevi

## Descrizione
Il disco presenta due brani presentati al Festival di Napoli 1961: Settembre cu mme, presentata da Mario Trevi e Johnny Dorelli, e Vicino a tte, cover della canzone presentata da Ruggero Cori e Giorgio Consolini.

## Tracce
Lato A
- Settembre cu mme (Fiore-Vian)

Lato B
- Vicino a tte (Arciello-Filibello)

## Incisioni
Il singolo fu inciso su 45 giri, con marchio Durium- serie Royal (QCA 1208).
Direzione arrangiamenti: M° Eduardo Alfieri.